# تفنگ ساچمه‌زنی دولول

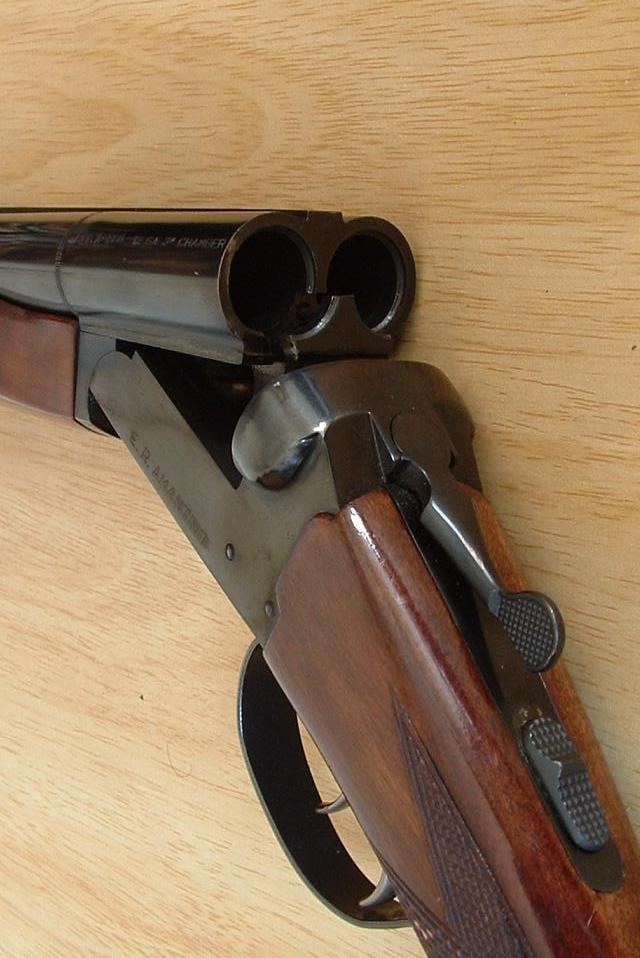
تفنگ دولول باز شده

تفنگ دولول معمولاً به نوعی تفنگ ساچمه‌زنی شکاری گفته می‌شود که در آن دو لوله موازی در کنار یا روی‌هم قرار دارد. کالیبر این‌گونه تفنگ‌ها معمولاً ۱۲ است ولی کالیبرهای دیگر آن نیز وجود دارد. این تفنگ‌ها از نوع کمرشکن هستند.
این تفنگ‌ها در دو نوع رایج تفنگ دولول کنارهم (side by side shotgun (SxS)) و تفنگ دولول روی‌هم (over/under shotgun (O/U)) وجود دارد.

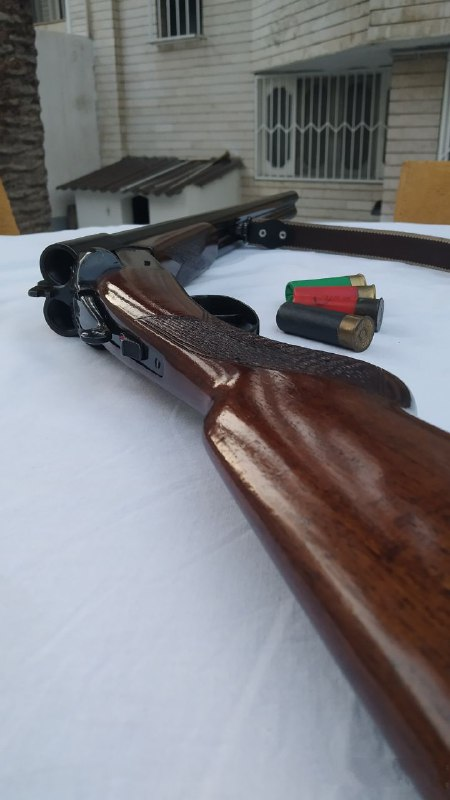
دولول کمرشکن بغل هم

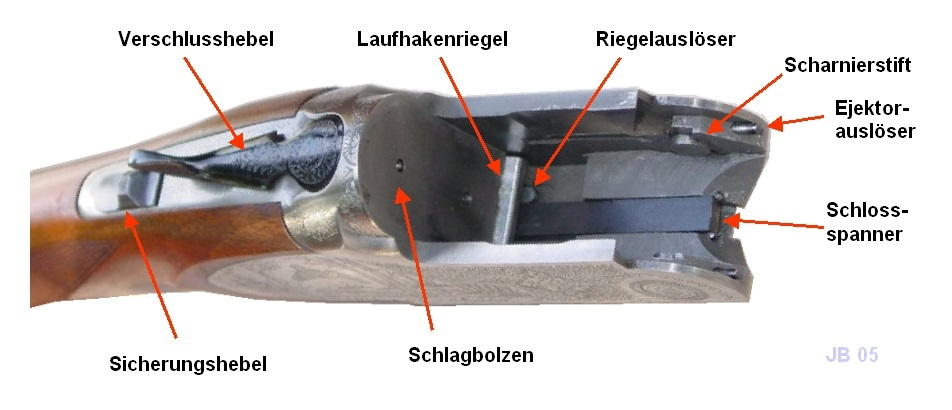
درون اسلحه کمرشکن

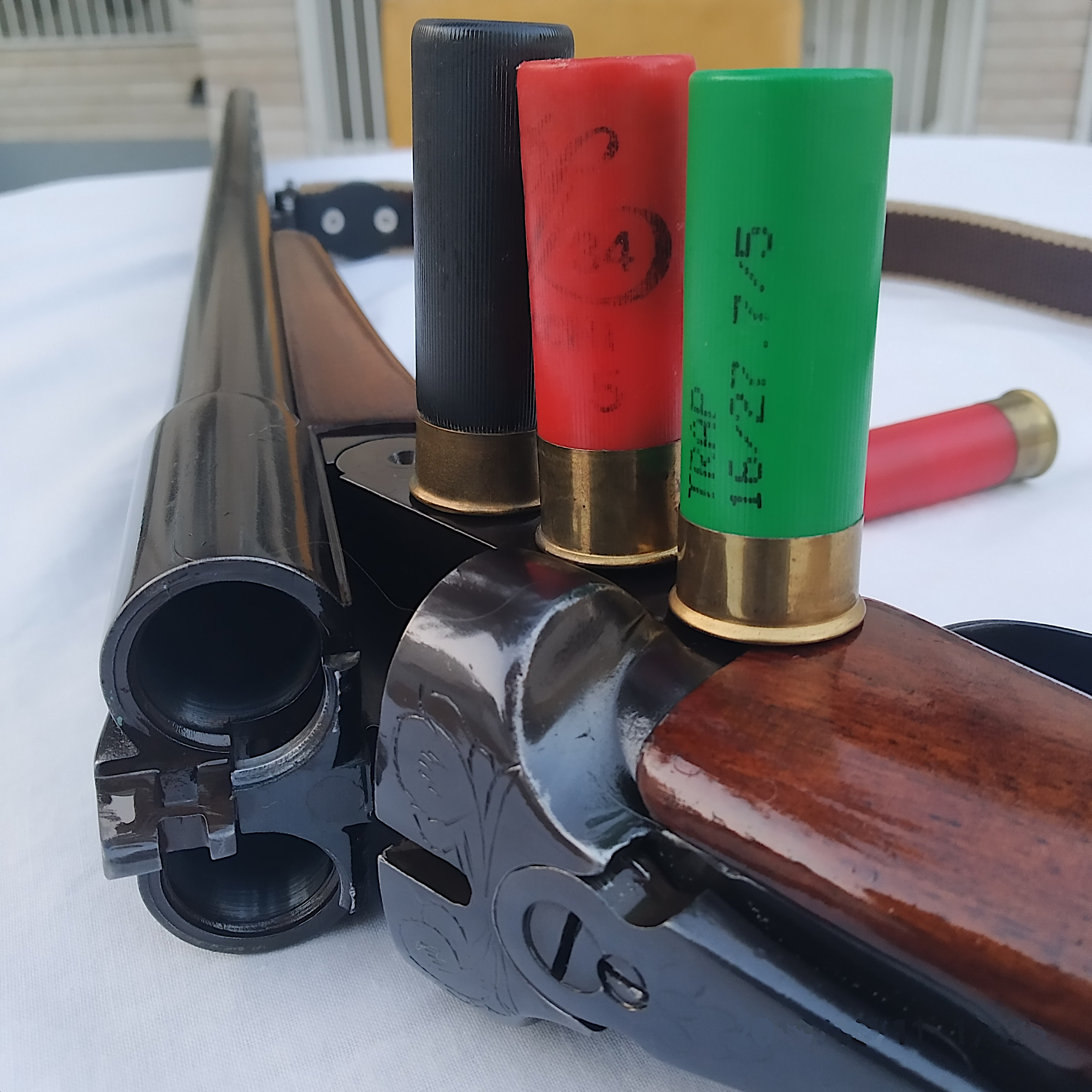
دولول کمرشکن ساچمه زنی نخجیر۲

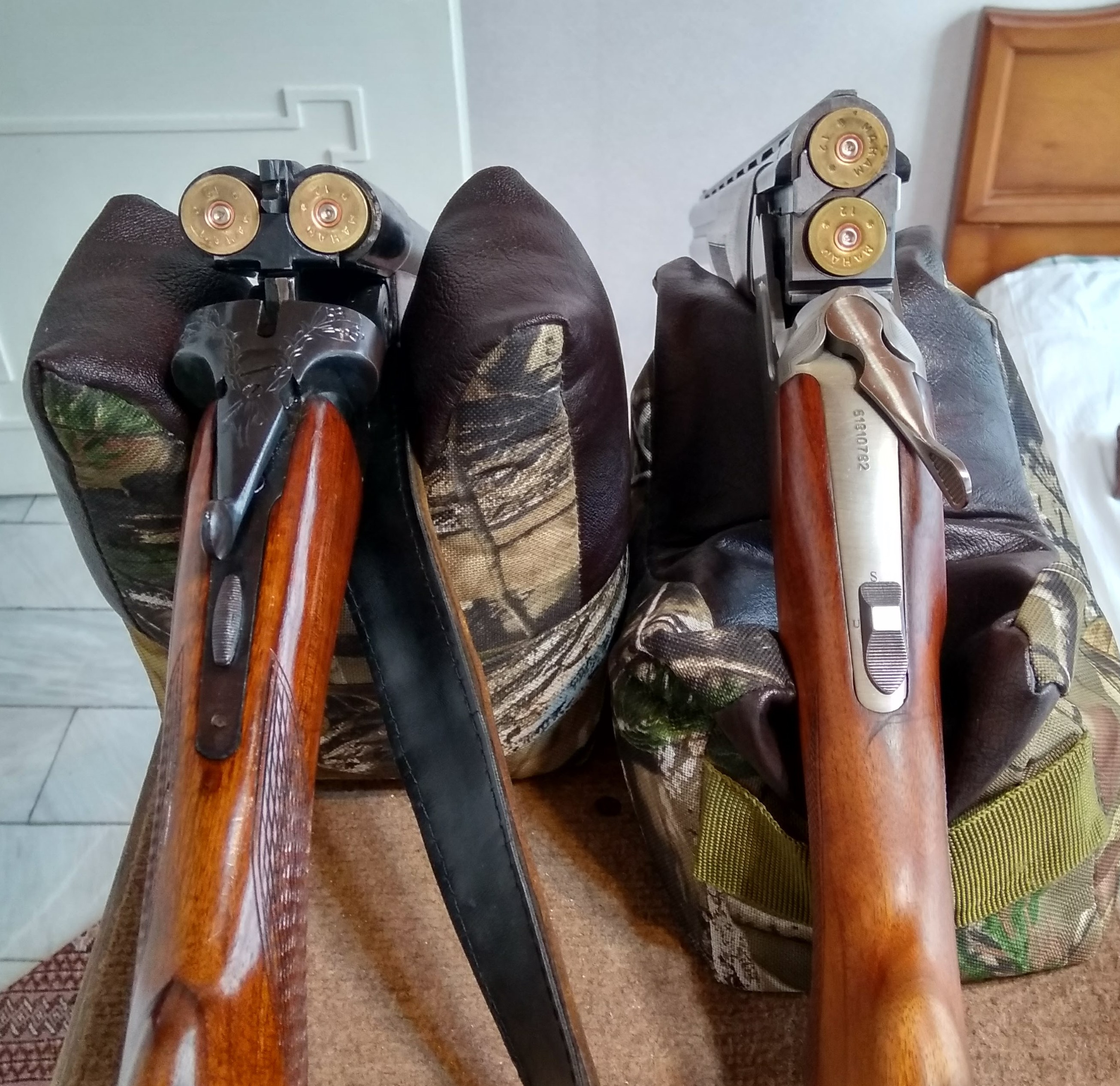
دولول سوار و بغل در یک قاب

تفنگ دولول بیشتر برای شکار پرندگان به کار می‌رود.
از خصوصیات تفنگ دو لول می‌توان به این نکته توجه کرد که سر یکی از لول‌ها کمی تنگ‌تر است که البته با چشم نمی‌توان تشخیص داد. این خاصیت برای آن است که لوله مذکور برای فاصله‌های دورتر است و لول دیگر برای فاصله نزدیک است به این خاصیت اصطلاحاً چوک اسلحه می‌گویند.

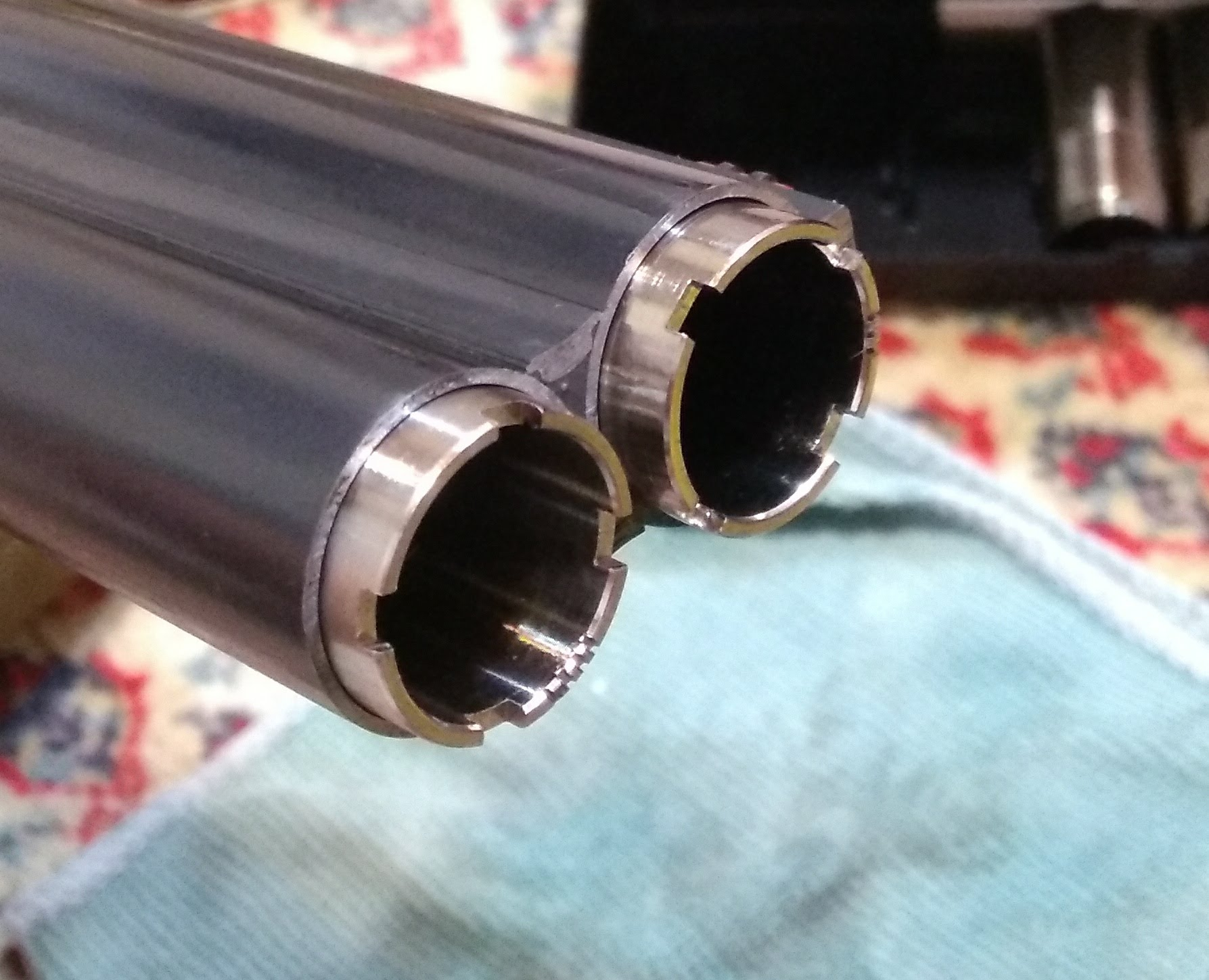
چوک متغیر دولول ساچمه زنی

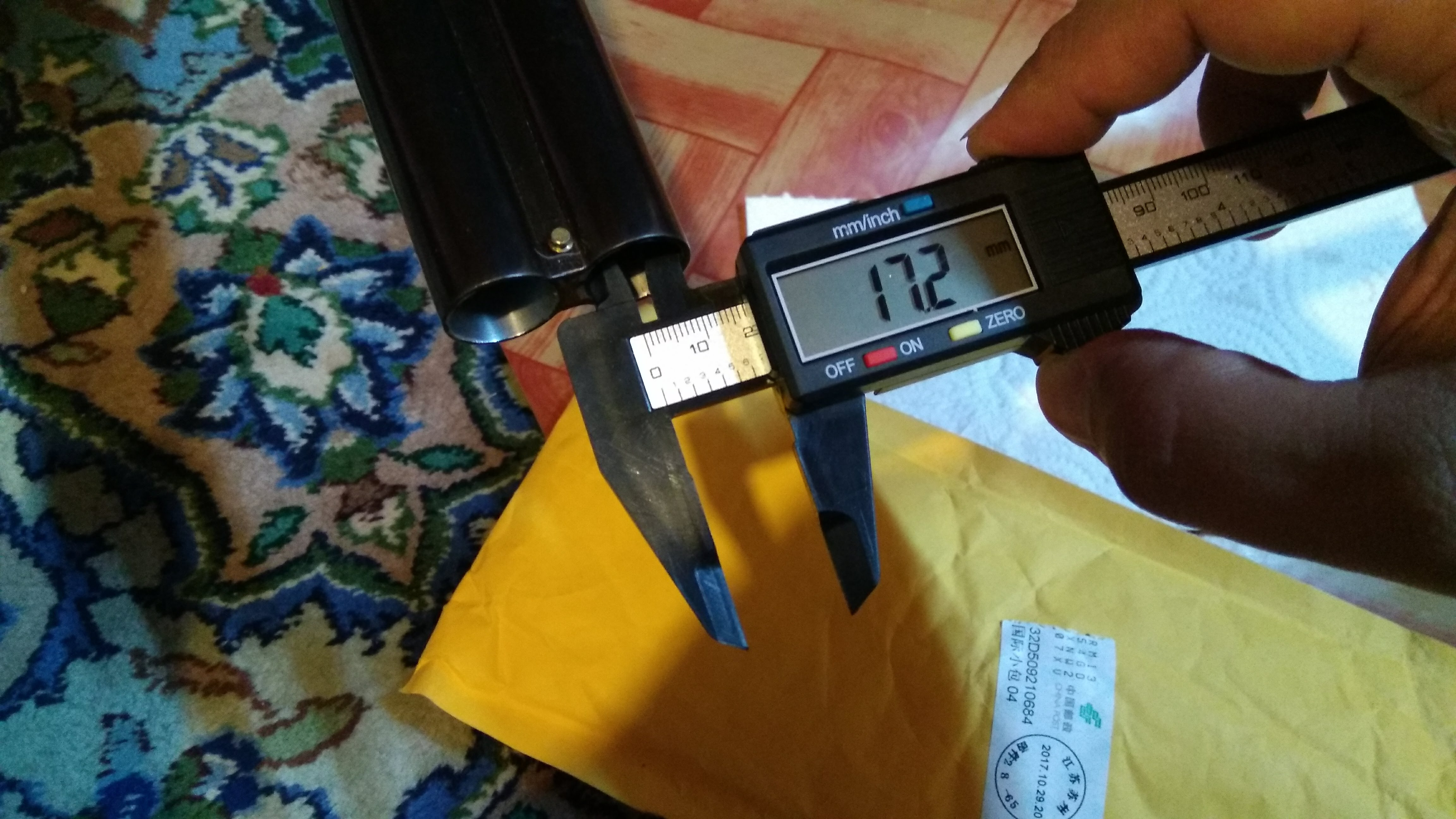

نکته دیگر این است که هرچه طول لوله کوتاهتر و سر آن گشادتر باشد برد گلوله کمتر می‌شود و میزان پراکندگی ساچمه‌ها در هنگام شلیک بیشتر است. تفنگ دولول معمولاً دو ماشه دارد اما انواع جدیدتر آن به صورت تک ماشه نیز تولید می‌شود.
این نوع تفنگ ها در مناطق سیستان و بلوچستان و استان های دیگر ایران هم دیده می شود و دست کم هر خانواده بلوچ یک یا چند عدد از این تفنگ ها را دارند.